# William Ames

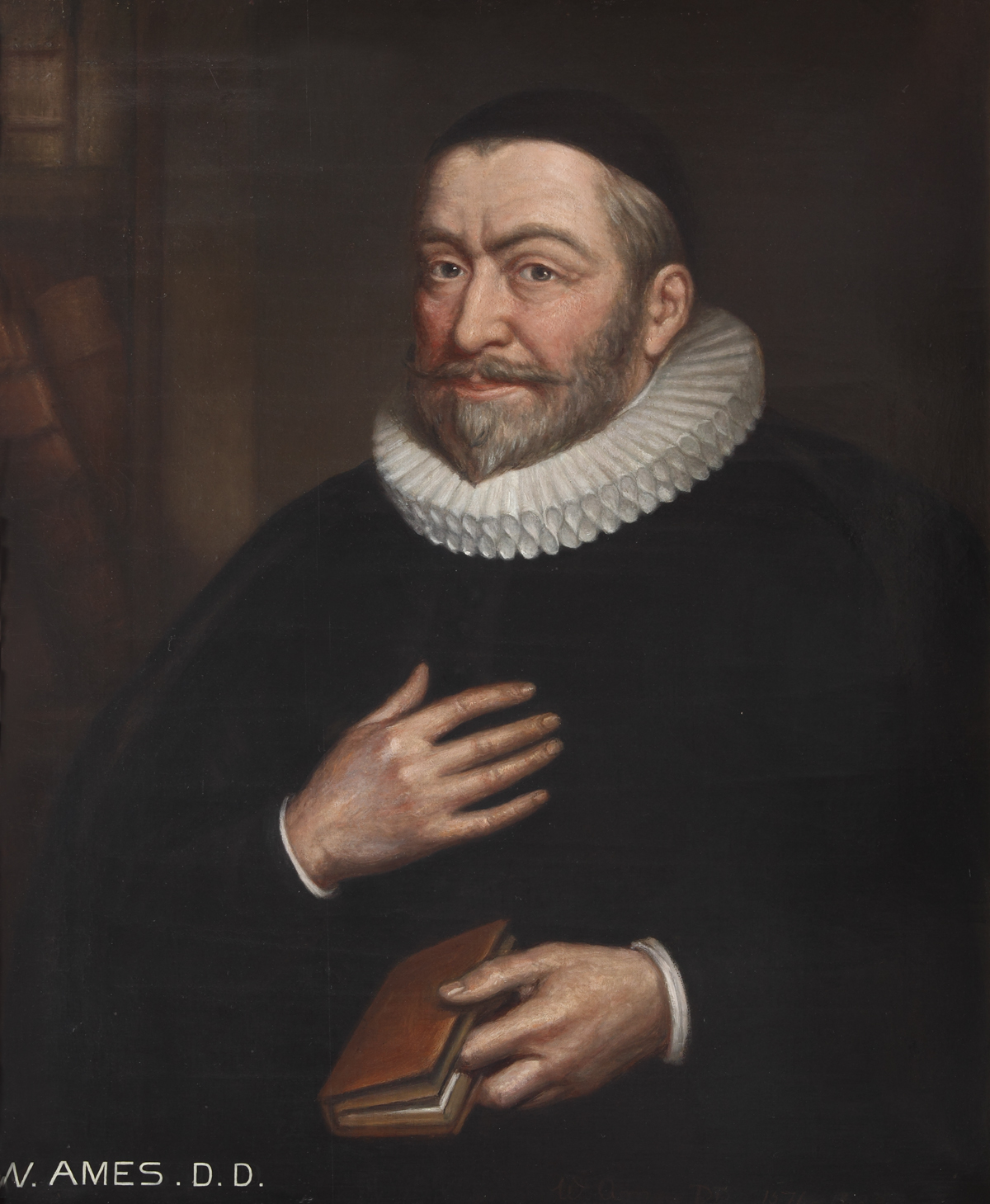
William Ames

William Ames, latinisiert auch Guilielmus Amesius (* 1576 in Ipswich; † 14. November 1633 in Rotterdam) war ein englischer reformierter Theologe, der vor allem in den Niederlanden wirkte und mit seinen Schriften großen Einfluss auf die Puritaner Englands und Neuenglands hatte. Er ist nicht zu verwechseln mit dem ebenfalls lange in den Niederlanden wirkenden Quäker William Ames († 1662).

## Leben
Ames war ein Sohn eines Kaufmanns und wurde von seinem Onkel Robert Snelling in Oxford im Geist des Puritanismus erzogen, da seine Eltern früh verstarben. Ab 1594 studierte er am Christ’s College in Cambridge, unter anderem bei William Perkins (1558–1602), dem führenden Theologen der Puritaner in der anglikanische Kirche. Nach Erlangung des Magistergrades 1601 wurde Ames zum Fellow des Christ’s College berufen. Nach einer Predigt gegen das ausschweifende Studentenleben im Dezember 1609 musste er diese Stellung jedoch aufgeben. Er wurde zum Pfarrer der Gemeinde in Colchester gewählt, aber vom Londoner Bischof George Abbot nicht bestätigt, was praktisch einem Predigtverbot gleichkam. 
Weil die Stellung der Puritaner in England immer schwieriger wurde, reiste er Ende 1610 in die Niederlande. Nach kurzem Aufenthalt in Leiden bei John Robinson und in Rotterdam wegen der Disputation mit dem Arminianer Nicolaas Grevinckhoven († 1632) wurde er 1611 zum Prediger der englischen Gemeinde in Den Haag und 1613 zum Garnisonsprediger bei den dortigen englischen Truppen berufen. Hier heiratete er eine Tochter von John Burgess, die aber bald kinderlos starb. An der Dordrechter Synode 1618/19 nahm er als Beobachter für die calvinistische Partei teil und war Berater und Sekretär des Präsidenten Johann Bogermann.
1619 wurde Ames zum Betreuer eines Studentenheims an der Universität Leiden berufen, wo er auch Studenten ausbildete. Die geplante Ernennung zum Professor der Theologie an der Universität Leiden scheiterte am englischen Bischofs George Abbot, der seinen Einfluss auch hier geltend machen konnte. Stattdessen wurde Ames am 7. Mai 1622 Professor an der Universität Franeker, wo er zahlreiche Studenten nachhaltig prägte. 1632 wurde er auf Einladung seines Freundes Hugh Peter Pfarrer einer englischen Flüchtlingsgemeinde in Rotterdam. Er plante bereits nach Neuengland zu übersiedeln, wo er seinen Freund John Winthrop treffen wollte. Im Herbst 1633 trat jedoch die Maas über die Dämme und überflutete auch sein Haus, er musste durch kaltes Wasser waten, erkrankte und starb am 14. November an einer Lungenentzündung.
Vier Jahre nach seinem Tod zogen seine Frau und einige seiner Kinder nach Salem in Neuengland. Sie nahmen Ames Bücher mit, die dann zum Kernbestand der Bibliothek des neugegründeten Harvard College wurden.

## Werk und Bedeutung
Spätestens mit der Übersetzung 1610 der Schrift English Puritanism von William Bradshaw war Ames als ein entschiedener Vertreter eines orthodoxen Calvinismus und eines sittenstrengen Puritanismus hervorgetreten. Er war ein begabter Redner, der zu argumentieren und zu debattieren verstand. Er wurde daher auch als Augustinus von Holland oder als Zerstörer des dortigen Arminianismus bezeichnet. Sein theologisches Hauptwerk Medulla theologica prägte den Anführer der „präzisistischen“ Richtung im niederländischen Protestantismus, Gisbert Voetius, der in Utrecht lehrte. Zugleich aber beeinflusste er mit seiner Bestimmung des Gewissens als autonomer Instanz und seiner Bundestheologie die „Nadere Reformatie (Nähere Reformation)“ und gilt als Wegbereiter des reformierten Pietismus. Besonders Johannes Coccejus hat ihn in diesem Sinne aufgenommen. Obwohl er wegen seines unerwarteten Todes 1633 nicht mehr nach Neuengland auswandern konnte, haben seine Schriften in den puritanisch geprägten Kolonien eine große Verbreitung gefunden und starke Wirkung entfalten können. Der bekannte Erweckungsprediger Jonathan Edwards bezog sich in seinen Ausführungen oft auf Ames.

## Schriften (Auswahl)
- Coronis ad collationem Hagiensem, qua argumenta pastorum Hollandiae adversus Remonstrantium quinque articulos de divina praedestinatione, et capitibus ei adnexis, producta, ab horum exceptionibus vindicantur. Elzevir, Leiden 1618.
- Medulla theologica. Amsterdam 1623 (Englisch: The marrow of sacred divinity. London 1642; Neuausgabe: The marrow of theology. Baker Books, Grand Rapids, Michigan 1997).
- Bellarminus Enervatus, sive disputationes anti-Bellarminianae. Amsterdam 1628.
- De conscientia, et eius iure vel casibus : Libri quinque. Amsterdam 1630 (Deutsch: Von dem Recht deß Gewissens/ und Desselben begebenden Fällen : In V. Büchern verfasset. Endter, Nürnberg 1654; Englisch: Conscience with the power and cases thereof. 1639; Nachdruck Amsterdam [u. a.] : Theatrum Orbis Terratum [u. a.], 1975).
- The substance of Christian religion: or, A plain and easie draught of the Christian catechisme. London 1659 (Neuausgabe: A sketch of the Christian’s catechism. Grand Rapids, Mich : Reformation Heritage Books, 2008)
- A fresh suit against human ceremonies in God's vvorship. [Rotterdam?], 1633 (Nachdruck: Springfield, Ill.: [Scholarly Repr.], 2000).
- The workes of the Reverend and faithfull minister of Christ, William Ames. John Rothwell, London 1643.
- A declaration of the witness of God manifested in me from my youth. S.l. 1656.